# Liste der Monuments historiques in Longecourt-en-Plaine
Die Liste der Monuments historiques in Longecourt-en-Plaine führt die Monuments historiques in der französischen Gemeinde Longecourt-en-Plaine auf.

## Liste der Immobilien
| Bezeichnung                     | Beschreibung                                                                                             | Standort              | Kennzeichnung | Schutzstatus | Datum | Bild           |
| ------------------------------- | --- | --------------------- | ------------- | ------------ | ----- | -------------- |
| Château de Longecourt-en-Plaine | Wasserburg, 13. Jahrhundert, im 17. Jahrhundert zum Schloss umgebaut; mit Nebengebäuden und Wassergräben | Rue du Château (Lage) | PA00112513    | Inscrit      | 1946  | weitere Bilder |

## Liste der Objekte
| Bezeichnung                                             | Beschreibung                        | Standort                       | Kennzeichnung | Schutzstatus | Datum | Bild |
| ------------------------------------------------------- | ----------------------------------- | ------------------------------ | ------------- | ------------ | ----- | ---- |
| Grabstein für Jehane de Saulx und Jehanne de Lenoncourt | Kalkstein, bezeichnet 1490 und 1522 | in der Kirche St-Didier (Lage) | PM21001380    | Classé       | 1917  |      |